# José María Álvarez
José María Álvarez (Cartagena, Región de Murcia, 31 de mayo de 1942-Cartagena, 7 de julio de 2024) fue un poeta, ensayista y novelista español. Autor de Museo de cera, perteneció a la generación de los Novísimos.

## Biografía
Licenciado en Filosofía y Letras, especialidad de Geografía e Historia (Universidades de Madrid y Murcia), realizó estudios de Filosofía por la Universidad Central de Madrid y asistió a cursos de Raymond Aron en La Sorbona y el Collège de France. Tiene dos hijos -Miguel (1964) y Rafael (1966)- de su primer matrimonio. Con residencia en la costa levantina y en París, su vida ha estado consagrada a la literatura y a los viajes. Falleció el 7 de julio de 2024.

## Trayectoria
Sus primeras actuaciones literarias tuvieron lugar en 1957, en el Aula de Cultura de la Fundación Mediterráneo: organización de Cineclubs, conferencias, teatro, etc. De esa época datan sus primeras publicaciones: Alma y poesía y psyche. En 1959 aparece ya su poesía publicada en una revista de ámbito nacional: Cuadernos de arte y pensamiento. Y en 1961 su primera publicación fuera de España, siendo portada en Les lettres françaises de París.
En 1976 se le concedió la Beca Juan March de Creación Literaria. En 1970 formó parte de la antología «Nueve novisimos poetas españoles», de José María Castellet, publicada por Barral Editores.
Ha dirigido una docena de ediciones de Ardentísima, encuentro internacional de poesía celebrado en Murcia, Buenos Aires (Argentina), y Puerto Rico, Berlín, Budapest, París, Moscú, San Petersburgo, El Cairo, y Alejandría. También ha colaborado con el Encuentro de Poetas de Córdoba en 2004, con vista a su candidatura para Ciudad Cultural de Europa.
El 21 de marzo de 2012 recibió un homenaje en el Museo Ramón Gaya de Murcia, por el conjunto de su obra.
Incluido en varias antologías de poesía española, destacan las de la Pleiade en Francia y la de Oxford en Inglaterra. En 2013 apareció publicado por editorial Renacimiento el libro «Exiliado en el arte. Conversaciones en París con José María Álvarez», preparado por el poeta navarro Alfredo Rodríguez Domínguez. Recientemente se ha publicado en Caracas (Venezuela) una extensa antología establecida por Jorge Gustavo Portella con el título: «Los prodigios de cera», y una antología traducida al árabe por Mohamed Abuelata, en El Cairo.

### Museo de cera
Su obra poética completa se ha ido conformando a lo largo de los años en un solo título, Museo de cera, con sucesivas ediciones y ampliaciones en 1976, 1979, 1983, 1989, 1992 y 2002. La edición de 2002 en la editorial Renacimiento incluye todos los títulos anteriores -La edad de oro, Nocturnos, El escudo de Aquiles, Tósigo Ardento, Signifying nothing, El botín del mundo, La serpiente de bronce y La lágrima de Ahab-. Sus últimos libros de poesía han sido también publicados en Renacimiento: Sobre la delicadeza de gusto y pasión (2006) y Bebiendo al claro de luna sobre las ruinas (2008).

## Obras

### Poesía
- Libro de las nuevas herramientas, 1964.
- 87 poemas, 1974.
- Museo de cera. Hiperión, 1976.
- La Edad de Oro, 1980.
- Nocturnos, 1983.
- Tosigo ardento, 1985.
- El escudo de Aquiles, 1987.
- Signifying nothing, 1989.
- El botín del mundo, 1994.
- La serpiente de bronce, 1996.
- La lágrima de Ahab, 1999.
- Para una dama con pasado, 2004.
- Sobre la delicadeza de gusto y pasión, 2006.
- Bebiendo al claro de luna sobre las ruinas, 2008.
- Los obscuros leopardos de la luna, 2010.
- Como la luz de la luna en un Martini, 2013.

### Prosa
Su obra en prosa está recogida en: 
- «Al sur de Macao» (Edit. PreTextos),
- «Desolada grandeza» (Edit. Sedmay, reedición en Edit. Regional de Murcia),
- «Finisterre (Edit. Planeta),
- «La caza del zorro» (Edit. Tusquets),
- «La esclava instruida» (Edit. Tuquets),
- «El manuscrito de Palermo» (Edit. Planeta),
- «La corona de arena (Lawrence de Arabia)» (Edit. Planeta),
- «Naturalezas muertas» (Edit. PreTextos),
- «Sobre Shakespeare» (Edit. El Gaviero),
- «Sieg Heil!» (Edit. Renacimiento),
- «La insoportable levedad de la libertad» (Edit. Nausícaä).

Y además, sus dos diarios: «Diario de la serpiente de bronce» y «Diario de la lágrima de Ahab» (ambos en Editora Regional de Murcia), y el libro de memorias «Los decorados del olvido» (Edit. Renacimiento, 2004).

### Traducciones
- La obra completa de Constantino Cavafis;
- La isla del tesoro y Weir de Hermiston de Robert Louis Stevenson;
- The Waste Land de T.S. Eliot; una antología del ruiseñor en la poesía inglesa;
- La obra completa de François Villon;
- Los Sonetos de William Shakespeare;
- La llamada de lo salvaje de Jack London;
- La Oda por la muerte del duque de Wellington de Alfred Tennyson;
- Del álbum de recortes de un nebuloso 66 de John Liddy;
- En colaboración con Txaro Santoro Los poemas de la locura de Friedrich Hölderlin y la poesía de Robert Louis Stevenson, y con Anastasya Agarisseva La flauta vertebral de Vladimir Maiakovski.

#### Colaboraciones
Ha publicado trabajos de Historia y pequeñas colaboraciones en revistas como Europa, Playboy, Nobissimo, Historia 16, El País, Cambio 16, Cuadernos del Norte, De Azur (Universidad de Columbia, Nueva York), Diario 16, Disidencias, Barcarola, Ideologías para un rey, Cuadernos hispanoamericanos, BEL, Poesía de España, Hiperion, Revue Internationale de Poesie, Poeti Spagnoli per la Liberta, Caracola, L'Ozzio, Baquiana, Lengua, Phréatique, Arsenale, Veinte miradas oblicuas, Salamandria, La expedición, Arrecife, La siesta del lobo, B.O.I.N.A., Alora, Poesía en el Campus, Bajo los puentes del Drina, El siglo que viene, El bosque, Nagy Vilag, Cervantes, Ab Libitum, Sammkung Zerstreung, Cuadernos del Sur, Renacimiento, Alhayat. También ha escrito prólogos a novelistas ingleses del siglo XIX para clásicos Planeta. 
Para Radio Nacional de España ha escrito los seriales:
- «Los últimos de Maracaibo», una historia de la piratería;
- «Suave es la noche», y «La guerra de los estados norteamericana», una historia de la guerra civil estadounidense.

Y ha colaborado como guionista de cine con Francisco Rabal.

#### Cursos
Ha dado conferencias y cursos en Universidades de Estados Unidos - Carolina del Sur, Nueva York y Long Island - , Francia (Dijon y la Sorbona), Alemania (Humboldt, Berlín), Rusia (San Petersburgo y Moscú), Japón (Sofía, Kansai, Kyoto), Caracas (Universidad Católica), Buenos Aires (Cátedra Hayek) etc, destacando sus intervenciones en las Universidades de Oxford y Cambridge en Inglaterra.

## Distinciones
- Fue Presidente del Homenaje Mundial a Ezra Pound en Venecia en 1985.
- Fue Presidente del Encuentro Internacional de Escritores celebrado en 1986 en Murcia.
- En 1989 recibió el Premio Internacionál de Poesía "Barcarola" por su libro «Signifying nothing».
- En 1990 recibió el Doctorado Honoris Causa por Dowling, New York-Long Island, por el conjunto de su obra, junto a Mario Vargas Llosa y Camilo José Cela.
- En 1991 fue finalista del Premio "La sonrisa vertical" por su novela «La caza del zorro».
- En 1992 ganó ese mismo Premio de "La sonrisa vertical" con su novela «La esclava instruida».
- En 1993 fue finalista del Premio Planeta por su obra «El manuscrito de Palermo».
- En 1998 recibió el Premio Internacional de Poesía "Loewe" por su obra «La lágrima de Ahab».
- En 2001 ha sido investido Académico por la World Poetry Academy, en Verona, Italia.
- En 2004 ha sido nombrado Miembro de la Academia "Mallarmé" de Poesía, en París.
- En 2007 su libro «Sobre la delicadeza de gusto y pasión» fue elegido Mejor Libro Murciano del Año 2006.
- En 2007 recibió el premio de Poesía Amorosa de la Asociación de Bellas Artes de Mallorca.
- El 25 de enero de 2014 recibió un homenaje en Cartagena, su ciudad natal.